# Rimantė Šalaševičiūtė
Rimantė Šalaševičiūtė, née le 25 février 1954 à Varniai, est une femme politique, ombudsman et avocate lituanienne.
Elle occupe le poste de ministre de la santé de juin 2014 à février 2016.

## Biographie
De 1971 à 1976, Rimantė Šalaševičiūtė étudie au sein de la faculté de droit de l'Université de Vilnius. Elle enseigne par la suite dans de nombreuses universités différentes avant de rejoindre la vie politique.
De 1990 à 1995, elle est secrétaire-consultante au sein du secrétariat du conseil municipal de Vilnius. De 1995 à 2003, elle est conseillère du médiateur du Seimas, et devient en 2003 elle-même médiatrice de l'assemblée, poste qu'elle occupe jusqu'en 2005,. Elle est également membre du conseil d'administration national lituanien de l'UNICEF.
Depuis 2001, elle est membre du Parti social-démocrate lituanien.
Elle devient députée au sein du Seimas en 2012, et est nommée ministre de la santé au sein du gouvernement d'Algirdas Butkevičius en 2014,.
En février 2016, elle démissionne du Seimas et du gouvernement après avoir publiquement admis avoir versé un pot-de-vin à un médecin.